# Miguel de Montreal
Miguel de Montreal (siglo XVII) fue un poeta y novelista español de finales de la época barroca. No se tienen más noticias sobre este autor que las que aparecen en sus dos obras publicadas: En 1696 edita una obra en Zaragoza, y en 1698 otra en Madrid, con la indicación de ser vecino de la Corte. Su apellido aparece también como Mont Real y Monreal, mientras que su nombre aparece en la primera de esas obras precedido de la inicial "P."
Se ha señalado su buena relación con los agustinos y especulado con la posibilidad de su condición eclesiástica o su relación con algún monasterio próximo al de Montserrat. Su obra, dentro del tópico literario de desengaño de los placeres mundanos, tiene un fuerte contenido devocional mariano; y ha sido calificada de preilustrada por su búsqueda de explicaciones racionales de los fenómenos habitualmente considerados sobrenaturales, la crítica a la nobleza que no se base en la virtud sino en el linaje y su estilo naturalista y antibarroco.

## Obras
- Imperiales exequias... en la muerte... de Ana de Austria, Zaragoza, 1696 (poesías).
- Engaños de mugeres y desengaños de los hombres..., Madrid, 1698 (publicada en un mismo volumen junto con una novela de Tirso de Molina -Los tres maridos burlados-).[3]

## Homonimia
A comienzos del siglo XVIII escribió varias obras un jesuita llamado Miguel Jerónimo Monreal (1664-1740), del que no se indica si tiene o no relación con el autor de las obras anteriores.
- Escala mystica de Jacob: en que se trata de las soberanas excelencias de Maria Santísima por ser madre de Dios, publicada póstumamente en Zaragoza (1750), con ilustraciones de Miguel Jerónimo Lorieri[5]
- Privilegios concedidos por la Bula de la Cruzada, en quanto al uso de los Oratorios privados, manuscrito conservado en la Biblioteca Histórica de la Universidad de Valencia (ca. 1705).
- Tesoro de Indulgencias y Privilegios en la Bula de la Santa Cruzada, manuscrito conservado en la Biblioteca Histórica de la Universidad de Valencia (ca. 1705)